# Pomnik Wdzięczności Armii Czerwonej w Rzeszowie
Pomnik Wdzięczności Armii Czerwonej w Rzeszowie – pomnik znajdujący się na Placu Ofiar Getta w Rzeszowie w województwie podkarpackim od 1951 roku.

## Historia
Jan Mirek zainicjował utworzenie Komitetu Budowy Pomnika Wdzięczności dla Armii Radzieckiej w Rzeszowie. 26 maja 1948 r. Komitet podjął uchwałę o zlokalizowaniu pomnika na terenie byłego cmentarza żydowskiego. Dodatkowo Komitet rozpisał konkurs na projekt pomnika, oferty miały wpłynąć do 15 sierpnia 1948 r. Decyzją sądu konkursowego wybrano projekt Wojciech Przedwojewskiego, jednakże w związku z przedłużaniem czasu wykonania pomnika Komitet zdecydował się ponownie otworzyć konkurs. 
Kolejne rozstrzygnięcie konkursu zapadło 15 października 1949 r. Wybrano projekt zgłoszony przez Bazylego Wojtowicza . Wśród mieszkańców Rzeszowa ogłoszono zbiórkę środków na budowę, jednakże z powodu nikłego zainteresowania Komitet zwrócił się do Prezydium Rady Narodowej o przyznanie funduszy na budowę. Uroczyste odsłonięcie pomnika miało miejsce 6 listopada 1951 r., było częścią obchodów rocznicy wybuchu Rewolucji Październikowej. 
W późniejszych latach miejscowe władze starały się poprawić postrzeganie pomnika. Z racji obchodów 1000-lecia państwa polskiego podjęto inicjatywę złożenia u podstawy pomnika urny z ziemią z miejsc „walk i martyrologii” oraz miejsc straceń ludności cywilnej z terenu województwa rzeszowskiego. Zebranie ziemi nastąpiło w ramach przygotowanej przez Komisję Propagandy Wojewódzkiego Frontu Jedności Narodowej w Rzeszowie. Ziemia została złożona u podstawy pomnika 19 kwietnia 1966 r., wtedy też zamontowano dodatkową tablicę. 

## Opis pomnika
Pomnik miał formę prostopadłościennego obelisku, o wysokości ok. 850 cm, zwróconego na południe. Zwieńcza go statua kobiety z dzieckiem. W dolnej części obelisku znajdują się cztery płaskorzeźby. Na pierwszej są przedstawieni marszałek Iwan Koniew i gen. Karol Świerczewski, na drugiej są przedstawieni dwaj żołnierze składający przysięgę na sztandar. Na trzeciej znajduje się scena batalistyczna nawiązująca do polsko-radzieckiego braterstwa broni. Na czwartej zaprezentowano robotnika z młotem i chłopa z sierpem. Pomnik jest posadowiony na granitowym cokole, przed obeliskiem znajduje się tablica z napisem:

Tu złożono zroszoną krwią ziemię z pobojowisk, miejsc straceń i męczeństwa Rzeszowszczyzny jako symbol naszej 1000-letniej wali o wolność i niezawisłość narodową, o lepszy byt naszego społeczeństwa

## Kontrowersje
Pomnik od początku budził niechęć mieszkańców miasta. Przed jego budową, w planowanym miejscu jego lokalizacji, władze komunistyczne dokonały 17 czerwca 1949 r. jedynej w Rzeszowie publicznej egzekucji żołnierzy podziemia niepodległościowego. Stracono tam Bronisława Stęgę ps. „Kolejarz" oraz Józefa Koszelę ps. „Sowa". Akcja zbiórki finansów na budowę pomnika przebiegała opornie i nie pozwoliła na sfinansowanie koszów budowy środkami uzyskanymi od mieszkańców. 
Po zmianach ustrojowych środowiska prawicowe podnosiły kwestię usunięcia pomnika. Wprowadzona w 2016 r. ustawa o zakazie propagowania komunizmu lub innego ustroju totalitarnego pozwala na jego rozbiórkę. Również Instytut Pamięci Narodowej zaopiniował pozytywnie jego usunięcie. Zaproponowano jego przesunięcie na cmentarz żołnierzy radzieckich przy ul. Lwowskiej w Rzeszowie lub na cmentarz przy ul. Podkarpackiej. Na obydwu tych nekropoliach znajdują się kwatery żołnierzy Armii Czerwonej.